# Матилда фон Хесен
Матилда (Мехтхилд) фон Хесен (на немски: Mathilde von Hessen, Mechthild von Hessen; * 1 юли 1473, Бланкенщайн; † 19 февруари 1505, Кьолн) от фамилията фон Хесен, е ландграфиня от Хесен-Марбург и чрез женитба херцогиня на Клеве и графиня на Марк.

## Произход
Дъщеря е на ландграф Хайнрих III „Богатия“ фон Хесен (1440 – 1483) и Анна фон Катценелнбоген (1443 – 1494), дъщеря на граф Филип I фон Катценелнбоген.

## Фамилия
Матилда (Мехтхилд) се омъжва на 3 ноември 1489 г. в Зост за херцог Йохан II от Клеве (1458 – 1521). Те имат децата:
- Йохан III фон Юлих-Клеве-Берг (1490 – 1539), херцог на Клеве, женен на 1 октомври 1510 г. за принцеса Мария фон Юлих (1491 – 1543)
- Анна фон Клеве (1495 – 1567), омъжена 1518 г. за граф Филип III фон Валдек-Айзенберг (1486 – 1539)
- Адолф (1498 – 1525), женен за Агнес фон Хесен-Хулхаузен